# Goniagnathus fumosus
Goniagnathus fumosus är en insektsart som beskrevs av William Lucas Distant 1918. Goniagnathus fumosus ingår i släktet Goniagnathus och familjen dvärgstritar. Inga underarter finns listade i Catalogue of Life.